# St. Johannes Baptist (Diespeck)

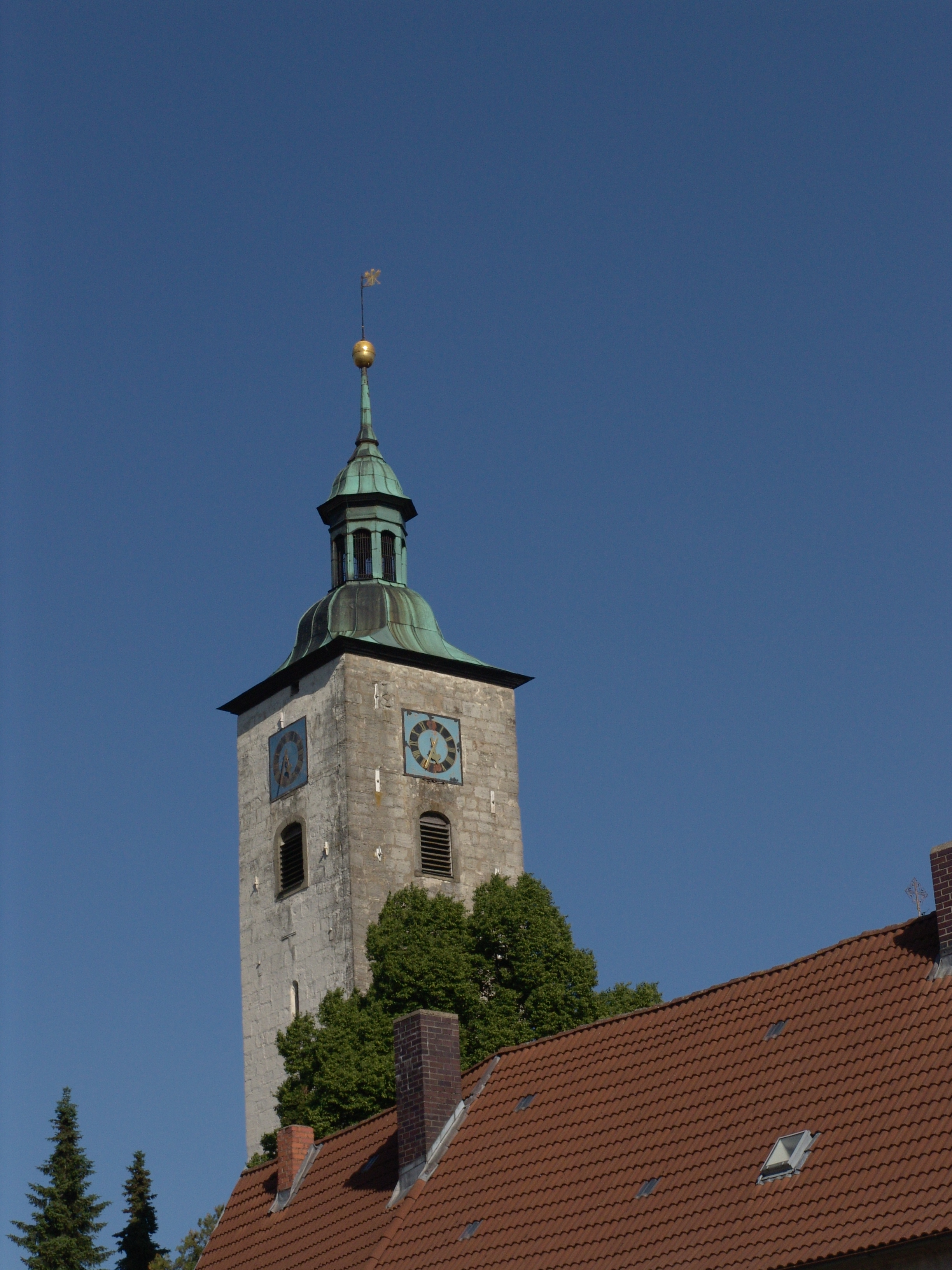
St. Johannes Baptist (Diespeck)

Die evangelische Pfarrkirche St. Johannes Baptist ist ein denkmalgeschütztes Kirchengebäude, das in Diespeck steht, einer Gemeinde im Landkreis Neustadt an der Aisch-Bad Windsheim (Mittelfranken, Bayern). Das Bauwerk ist unter der Denkmalnummer D-5-75-118-1 als Baudenkmal in der Bayerischen Denkmalliste eingetragen. Namensgeber der Kirche ist Johannes der Täufer. Die Kirchengemeinde gehört zum Evangelisch-Lutherischen Dekanat Neustadt an der Aisch im Kirchenkreis Nürnberg der Evangelisch-Lutherischen Kirche in Bayern.

## Architektur und Ausstattung
Die Saalkirche wurde um 1564 gebaut. Der Chorflankenturm ist mit einer Welschen Haube bekrönt. Der mit einem Tonnengewölbe überspannte Innenraum hat an drei Seiten doppelgeschossige Emporen. Seit dem Umbau von 1752 präsentiert sich das Kirchenschiff, das sich an den gotischen, mit einem Kreuzrippengewölbe überspannten Chor anschließt im fränkischen Markgrafenstil. Das illusionistische Deckengemälde stellt die Ausgießung des Heiligen Geistes dar. Im Zentrum des 1681/82 geschnitzten Altars steht Jesus am Kreuz. Dicht beim Gekreuzigten befinden sich Maria und Johannes. Flankiert wird das Altarbild von den beiden Skulpturen von Moses mit den Gesetzestafeln und von Johannes dem Täufer. Im gesprengten Giebel des Altars gevindet sich eine Figur des auferstandenen Christus. Am Kanzelkorb befinden sich Sitzfiguren der vier Evangelisten mit ihren Evangelistensymbolen. Oben auf dem Schalldeckel sitzt ein Pelikan mit seinen Jungen, ein Symbol für Jesus Christus. Das schlichte kelchförmige Taufbecken aus dem ausgehenden 13. Jahrhundert ist das älteste Ausstattungsstück.

## Orgel
Um 1752 wurde beim Kirchenumbau eine erste Orgel angeschafft. Der Orgelbauer Johann W. Eichmüller schuf 1812 eine neue Orgel, deren Prospekt erhalten ist. Die Firma G. F. Steinmeyer & Co. erneuerte 1920 das Innenwerk, das 1971 im neobarocken Stil mit pneumatischer Traktur umgebaut wurde. Hinter dem historischen Prospekt baute der Nürnberger Orgelbauer Jörg Maderer 2012 ein neues Werk mit folgender Disposition:
| I Hauptwerk C–g3 |               |         |
| 1.               | Principal     | 08′     |
| 2.               | Harmonieflöte | 08′     |
| 3.               | Oktave        | 04′     |
| 4.               | Traversflöte  | 04′     |
| 5.               | Quinte        | 02 ⁄3′  |
| 6.               | Terz          | 01 3⁄5′ |
| 7.               | Mixtur IV     |         |
| 8.               | Trompete      | 08′     |

| II Echowerk C–g3 |               |         |
| 9.               | Bordun        | 016′    |
| 10.              | Gedackt       | 08′     |
| 11.              | Salicional    | 08′     |
| 12.              | Vox coelestis | 08′     |
| 13.              | Fugara        | 04′     |
| 14.              | Flageolett    | 02′     |
| 15.              | Terz          | 01 3⁄5′ |
| 16.              | Quinte        | 01 ⁄3′  |
| 17.              | Oboe          | 08′     |
|                  | Tremulant     |         |

| Pedal C–f1 |            |     |
| 18.        | Subbass    | 16′ |
| 19.        | Violon     | 16′ |
| 20.        | Oktavbass  | 08′ |
| 21.        | Flötbass   | 08′ |
| 22.        | Choralbass | 04′ |
| 23.        | Posaune    | 16′ |
| 24.        | Trompete   | 08′ |